# خطمية وردية
الخطمية الوردية أو الخطمية أو الخبازي الوردية  أو البَامَةُ  أو البَامِيَةُ أو جَوْحَم أو ورد الزواني أو شحم المروج أو السُّبْت أو خمطي بري أو شحم المرج، نوع نباتي ينتمي إلى جنس الخطمية من الفصيلة الخبازية.

## الوصف النباتي
هو نبات حولي شتوي ينمو حتى ارتفاع 75 سم، تكسو الشعيرات الخشنة ساقه العمودية وأوراقه المستديرة والكبيرة. أزهار كبيرة الحجم وخمرية اللون.

## الموئل والانتشار
تنتشر بشكل دخيل في المشرق العربي والمغرب العربي وأوروبا.

## الزراعة
يتكاثر بالبذور من يوليو إلى نهاية سبتمبر وموعد ازهارها من ديسمبر إلى مايو

## معرض صور

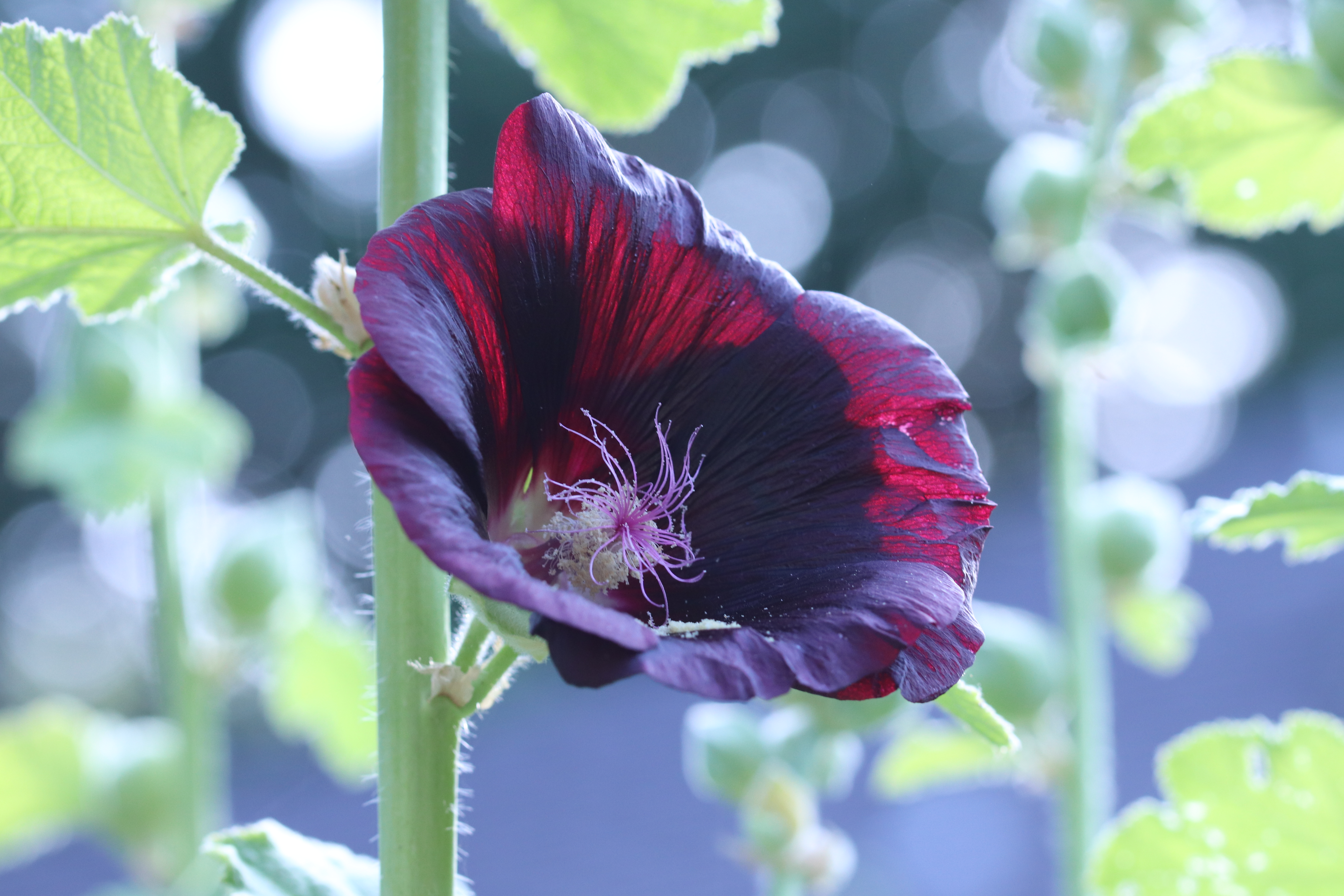
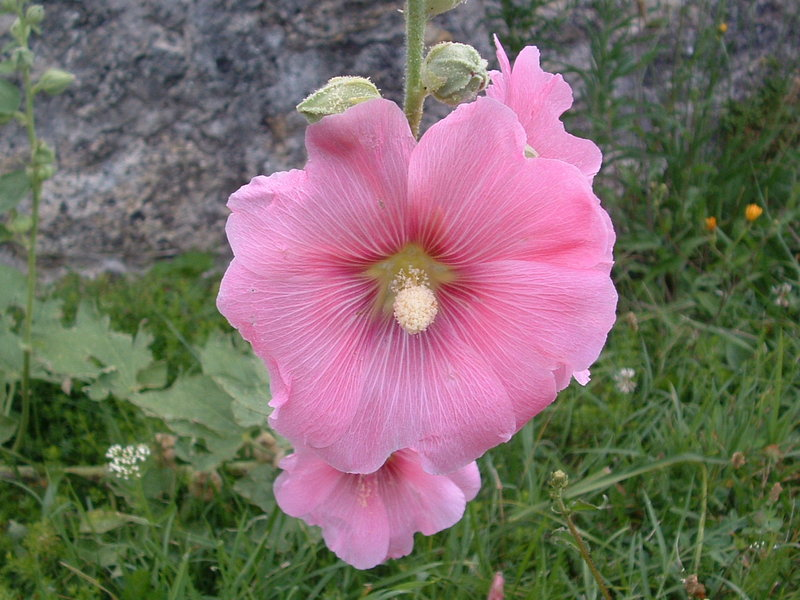
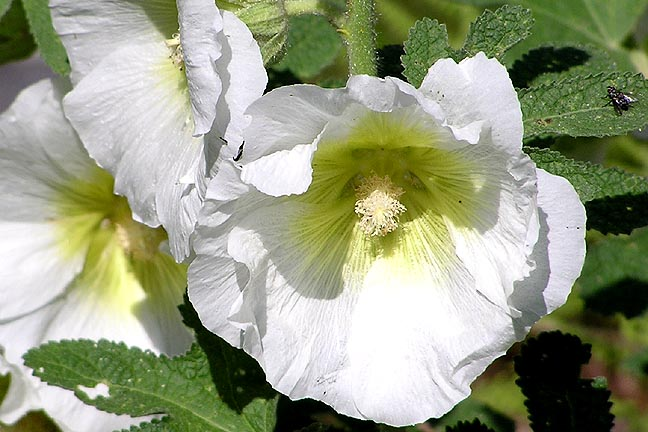
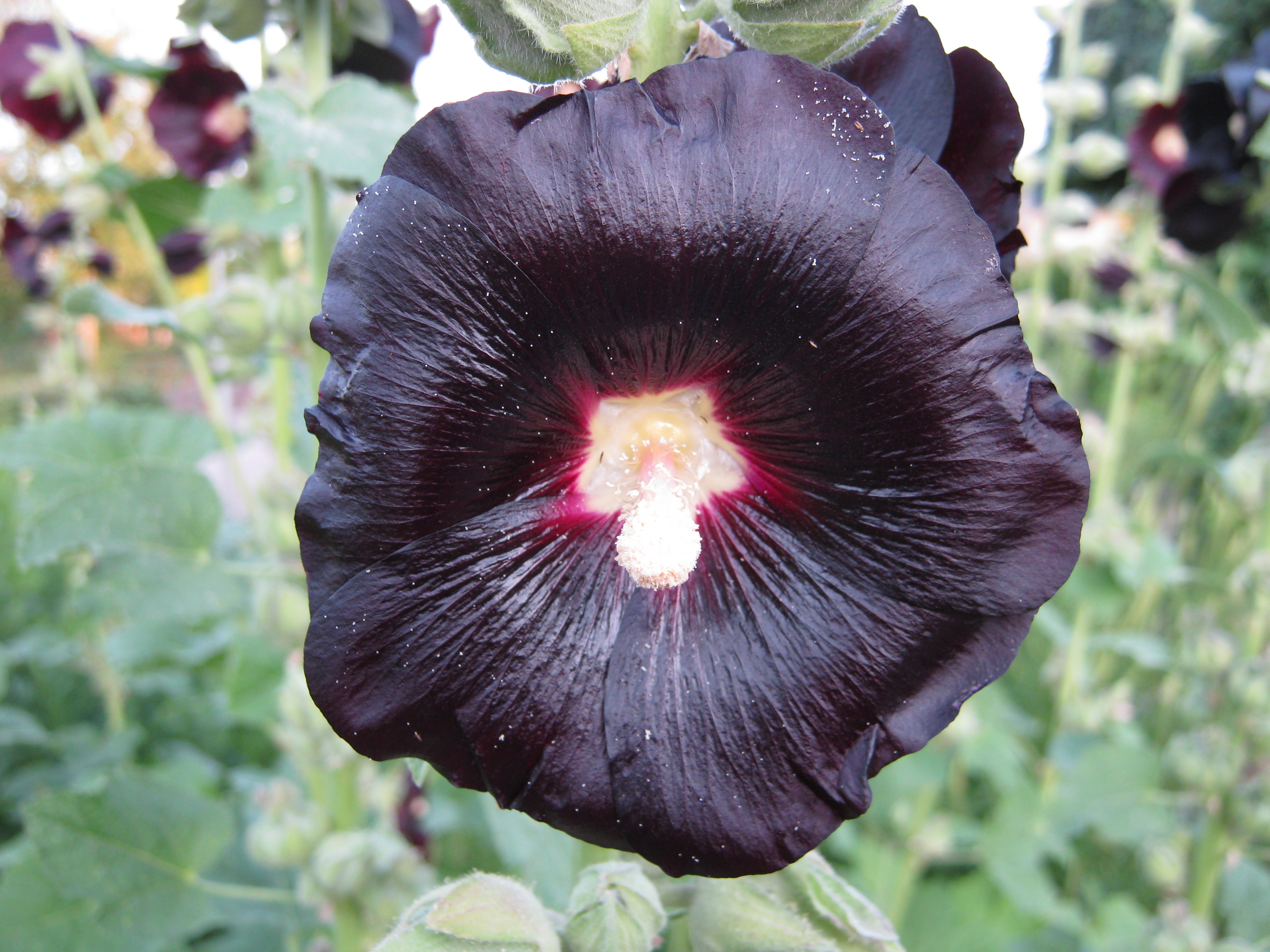